# Brosimum alicastrum
Brosimum alicastrum és una espècie d'arbre que pertany a la família de les moràcies de plantes amb flor.
Se'n coneixen dues subespècies:
- B. a. alicastrum
- B. a. bolivarense (Pittier) C.C.Berg

Es troba a la Mesoamèrica tropical, al sud de Mèxic, Guatemala, El Salvador, el Carib i la conca amazònica.
Malgrat haver format part de la dieta de la civilització maia precolombina, actualment ha quedat marginat a un recurs en cas de fam.

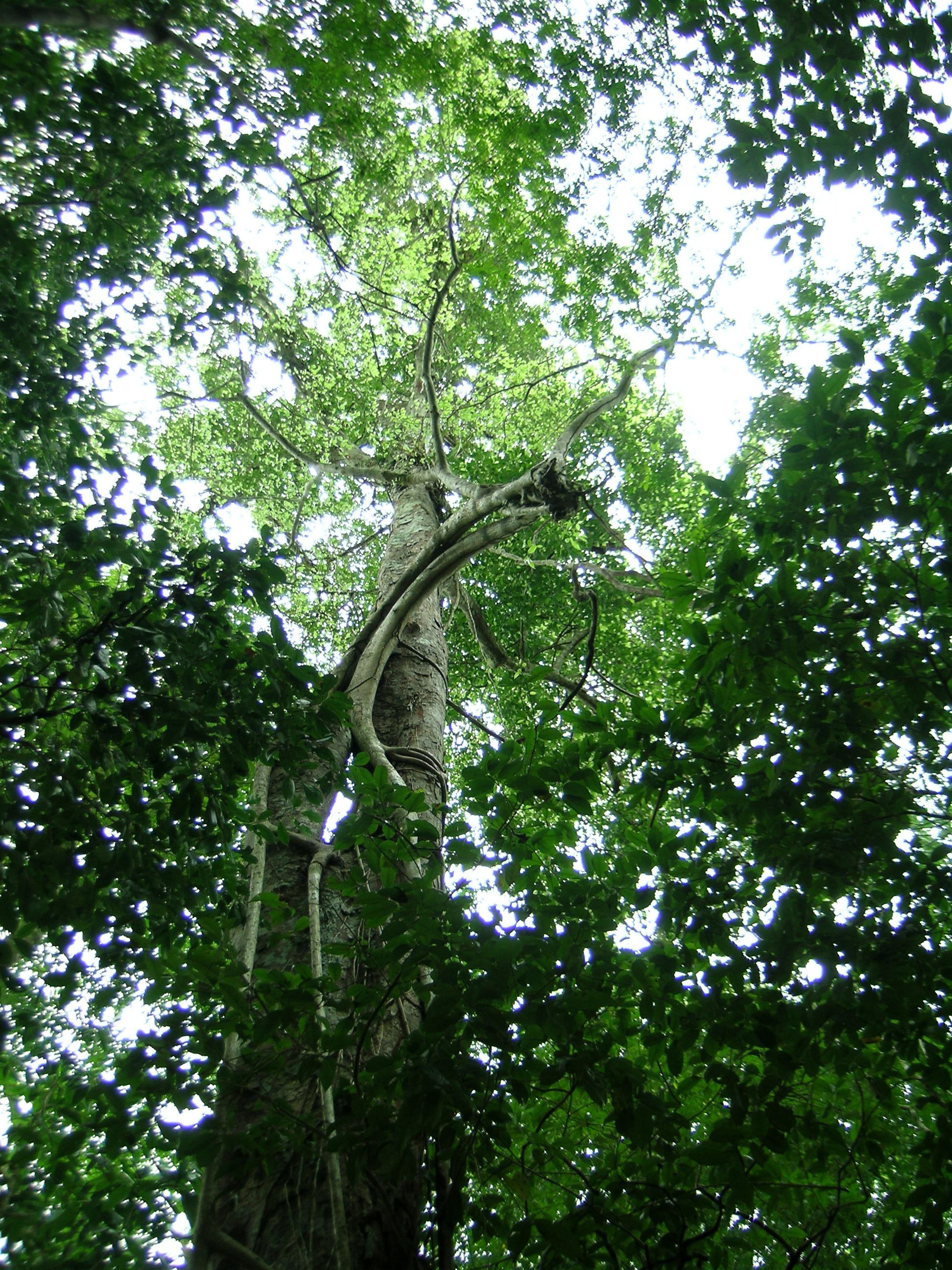

És una de les 20 espècies que dominen en el bosc maia i que apareix també als seus jardins Entre aquestes, n'és l'única d'anemòfila.

## Descripció
Brosimum alicastrum és una planta monoècia. Les seves llavors són grans i cobertes per una capa prima de color taronja amb un característic sabor cítric, i són distribuïdes per ocells. Un arbre produeix entre 150 i 180 kg de fruita per any, i és productiu entre 120 i 150 anys. Un arbre pot assolir alçades de 45 m i diàmetres de 1.5 m; comença a donar fruits havent crescut 20 m.

## Valor nutritiu
Les llavors en poden ser consumides cuites o es poden deixar assecar al sol. D'elles se'n poden preparar farinetes o pa. El seu valor energètic és de 908 kJ/g, i són riques en fibra dietètica, calci, potassi, àcid fòlic, ferro, zinc, proteïna i vitamines B. Tenen un baix índex glucèmic (<50) i són molt altes en antioxidants. Crues, les llavors tenen el gust de la patata, i, torrades, el de la xocolata o el cafè.

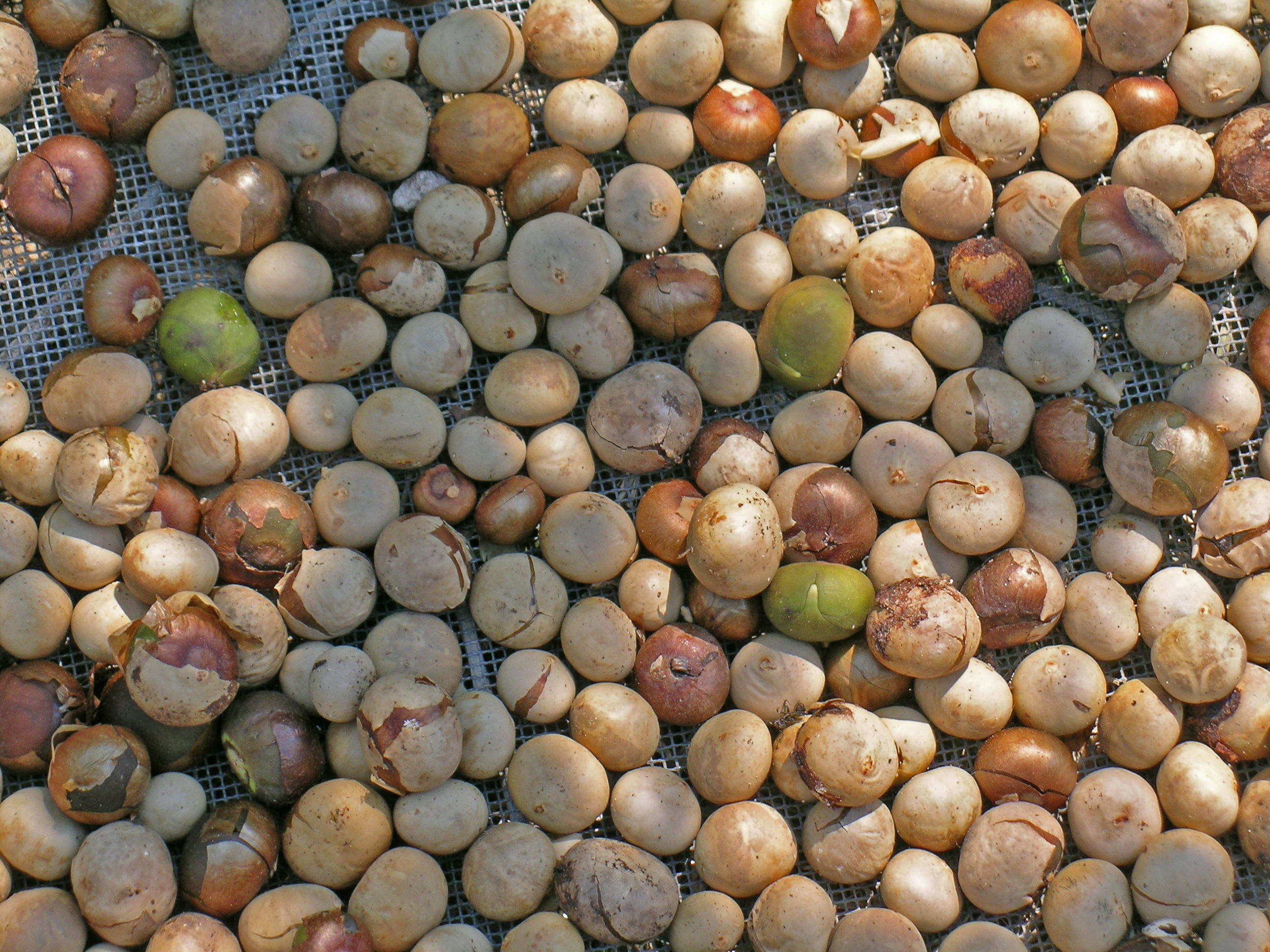